# Югоизточни атлантически писии
Югоизточните атлантически писии (Austroglossus) са род актиноптери от семейство Морски езици (Soleidae).
Таксонът е описан за пръв път от Чарлз Тейт Риган през 1920 година.

## Видове
- Austroglossus microlepis
- Austroglossus pectoralis – Кална писия